# Psilogramma increta
Espèce
Psilogramma increta est une espèce de lépidoptères (papillons) de la famille des Sphingidae, de la sous-famille des Sphinginae, de la tribu des Sphingini et du genre Psilogramma.

## Description
L'envergure est de 90-122 mm.

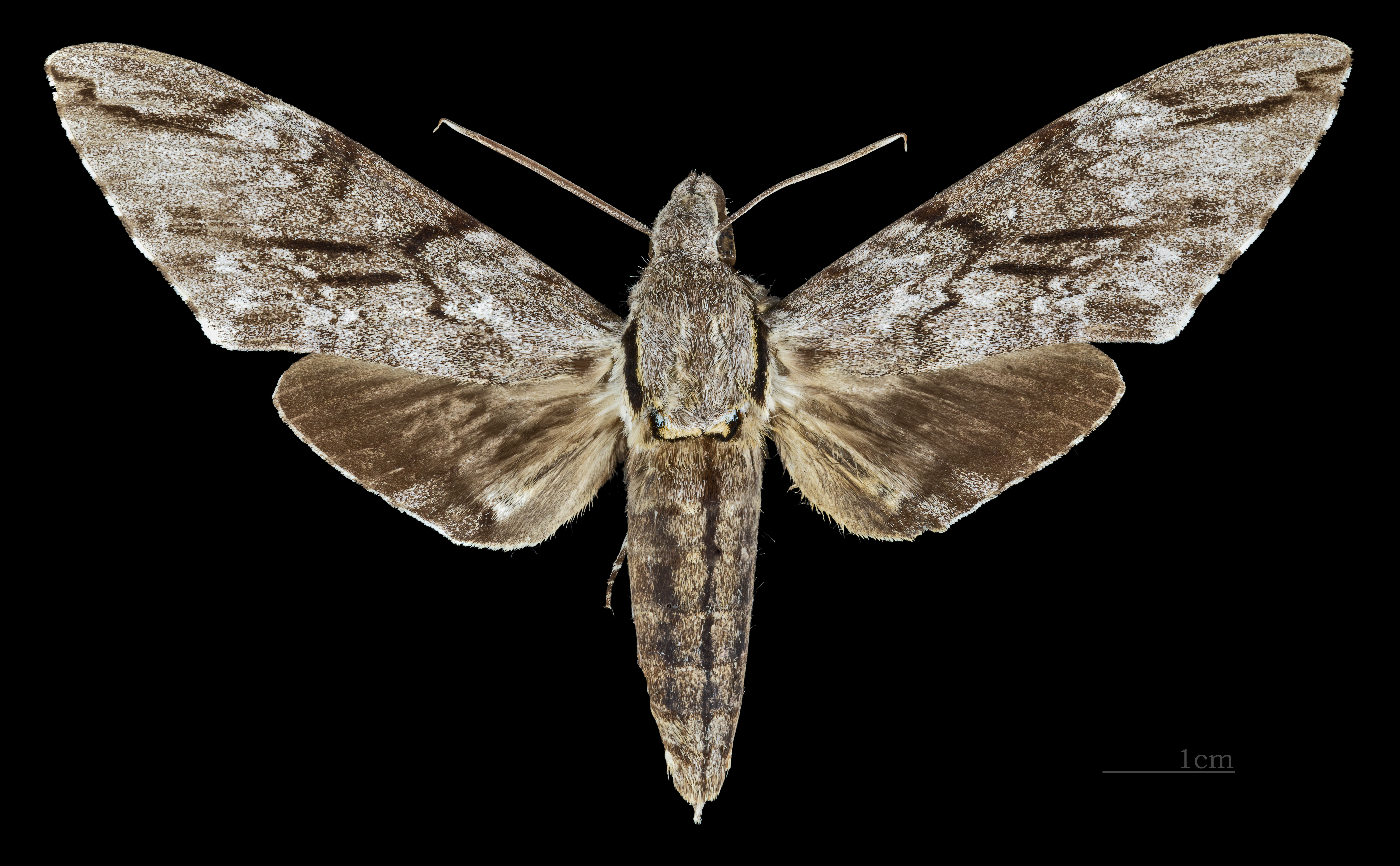
Avers du mâle (coll.MHNT)
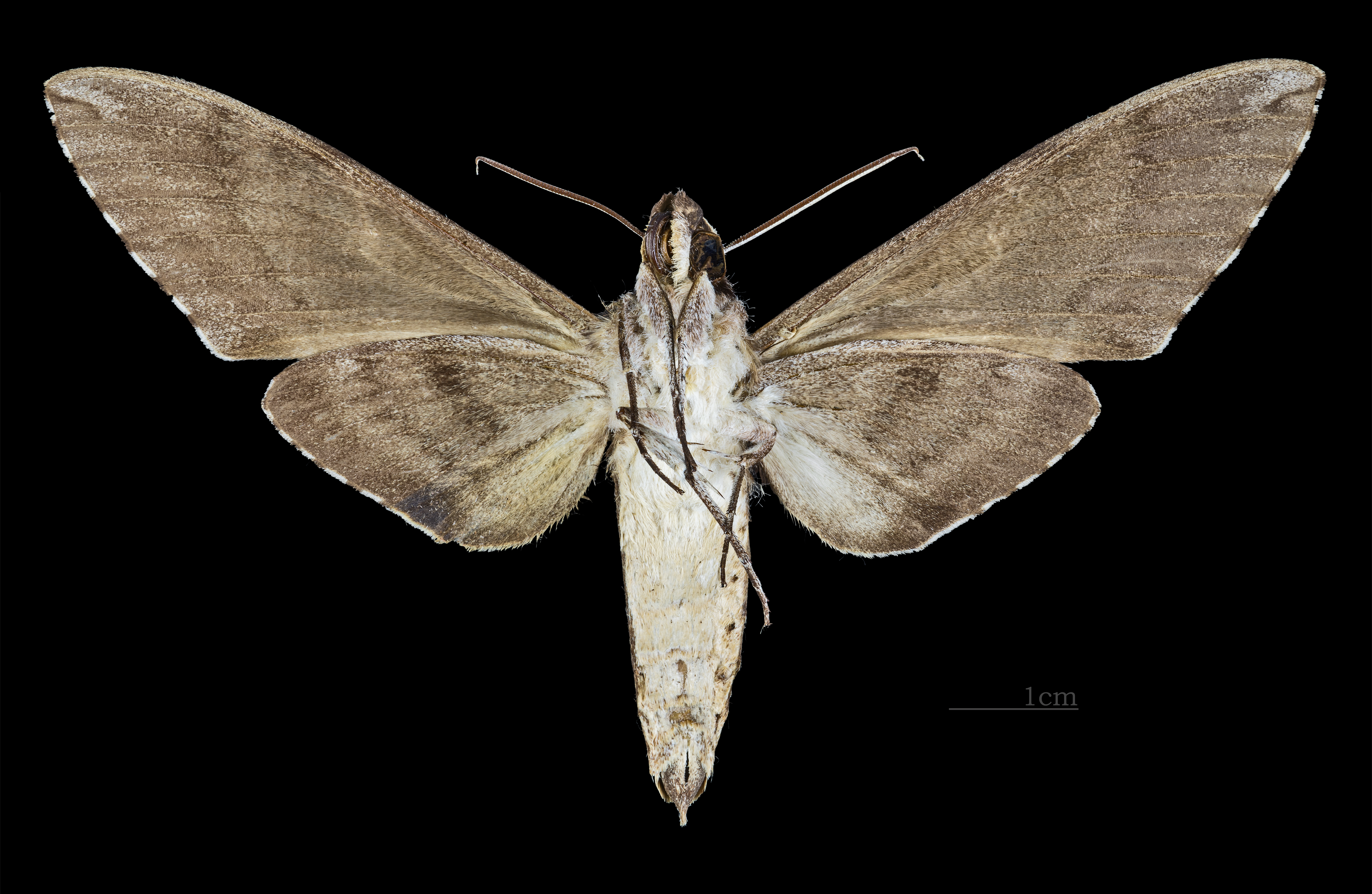
Revers du mâle (coll.MHNT)
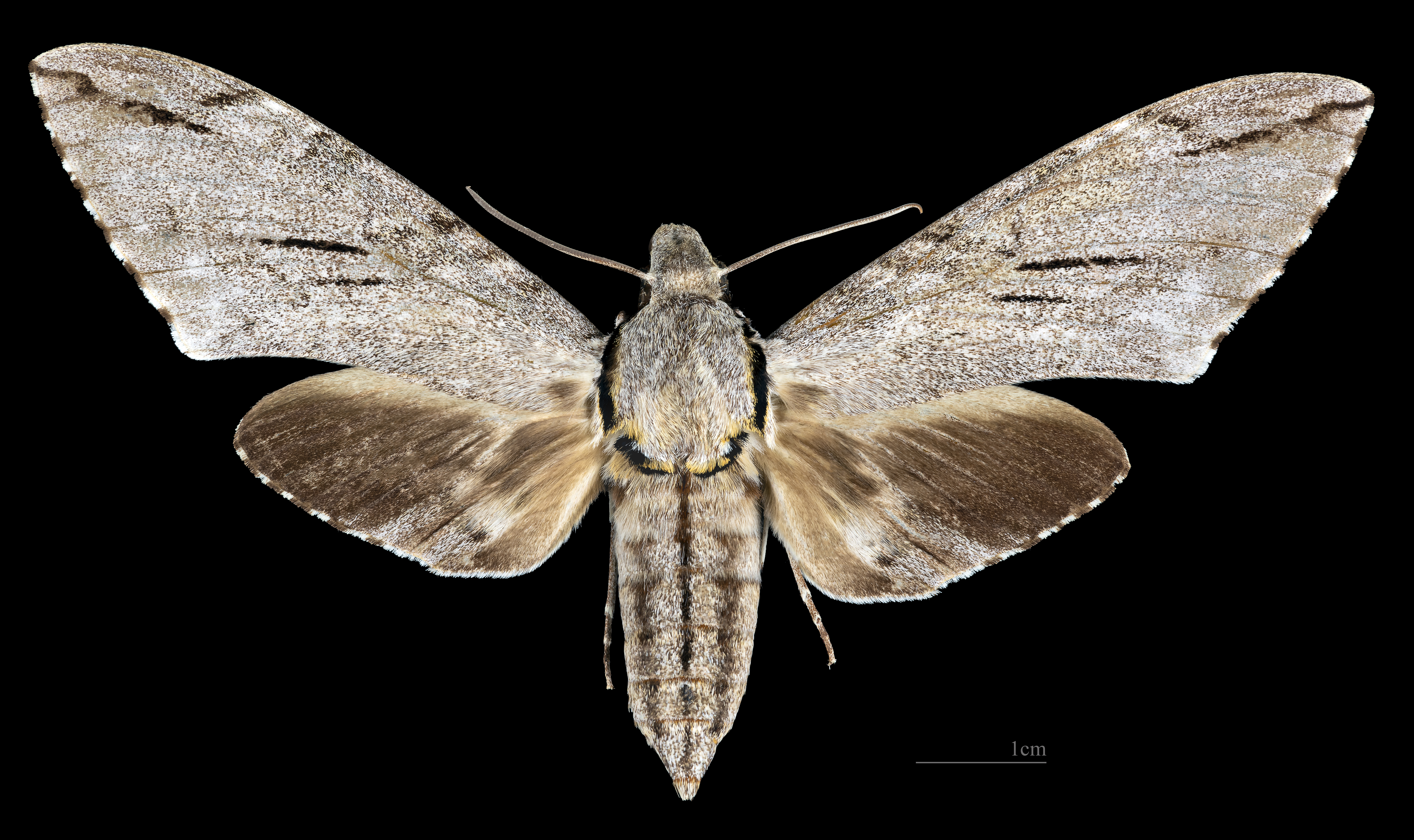
Avers de la femelle (coll.MHNT)
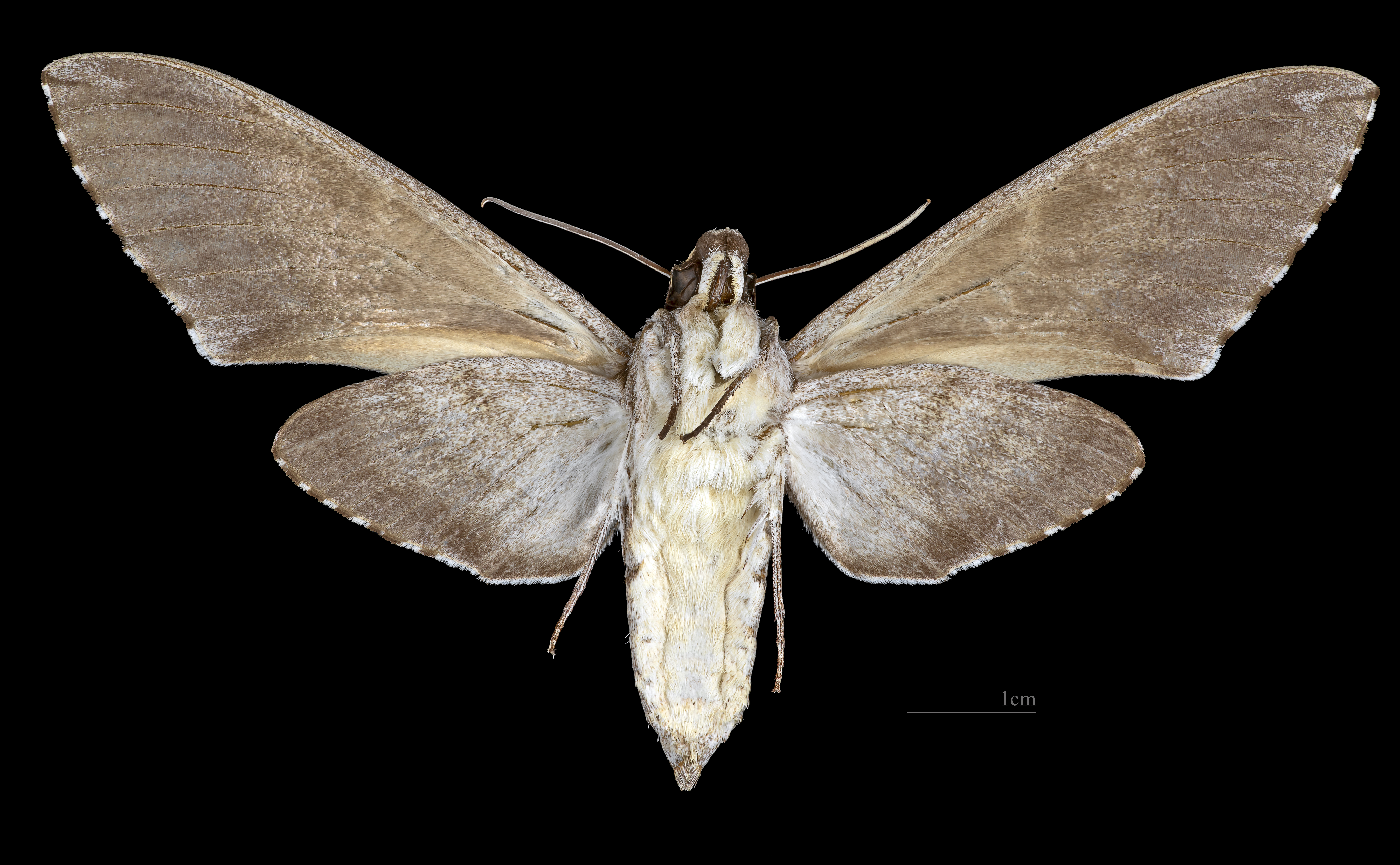
Revers de la femelle (coll.MHNT)
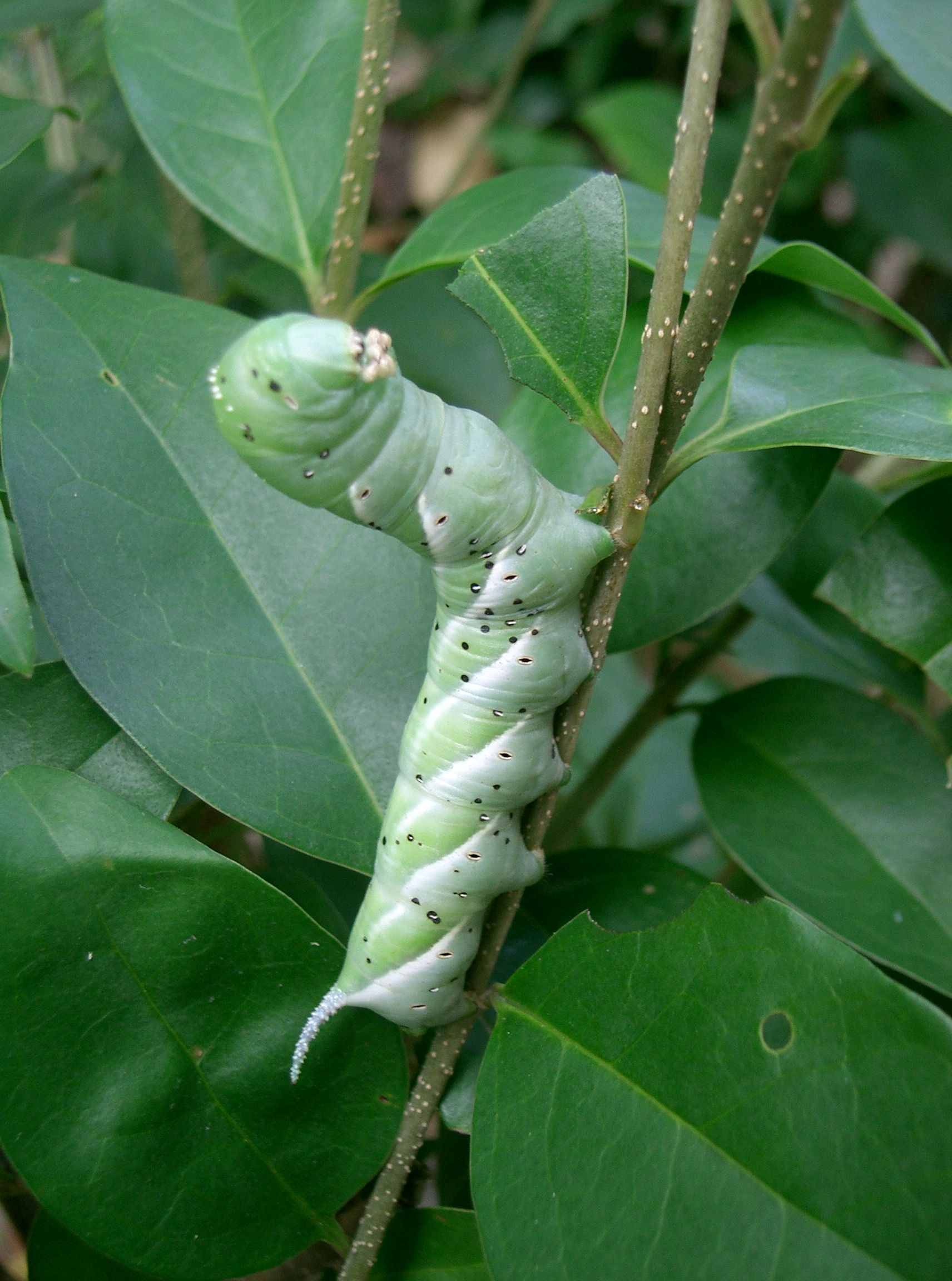
la chenille

## Répartition et habitat
Répartition
L'espèce se trouve au nord-est de la Chine, au Japon, en Corée, à Taiwan, au Vietnam, en Thaïlande, au Laos, au Cambodge, aux Philippines et en Malaisie péninsulaire, aux grandes îles de la Sonde, à l'ouest en Birmanie, au Népal et en Inde Cachemire. C'est une espèce introduite à Hawaï.

## Biologie
Les chenilles se nourrissent principalement sur les espèces des familles Oleaceae, Scrophulariaceae et Verbenaceae, bien qu'il existe des observations sur d'autres familles. 
Les imagos se nourrissent sur les genres Campsis, Catalpa, Clerodendrum (y compris Clerodendrum tricotonum), Dimocarpus, Firmiana, Fraxinus, Ligustrum (y compris Ligustrum lucidum, Ligustrum obtusifolium et Ligustrum japonicum), Melia, Meliosma, Olea, Osmanthus (y compris Osmanthus fragrans), Paulownia (y compris Paulownia tomentosa et Paulownia coreana), Syringa (y compris Syringa reticulata et Syringa dilatata), Vitex (y compris Vitex negundo), Quercus aliena, Callicarpa dichotoma, Sesamum indicum, Perilla frutescens et Viburnum dilatatum.

## Systématique
- L'espèce Psilogramma increta a été décrite par l'entomologiste britannique Francis Walker en 1865, sous le nom initial d’Anceryx increta[1].
- La localité type est Shanghai.

### Synonymie
- Anceryx increta Walker, [1865] Protonyme
- Sphinx strobi Boisduval, 1868[2]
- Sphinx abietina Boisduval, 1875 [3]
- Psilogramma increta serrata Austaut, 1912[4]
- Psilogramma menephron eburnea Closs, 1911
- Psilogramma increta montana (Mell, 1922)